# The Divide (film 2011)
The Divide è un film del 2011 diretto da Xavier Gens.
Pellicola di fantascienza di ambientazione postapocalittica.

## Trama
In un prossimo futuro, la città di New York viene distrutta da un attacco atomico. Un gruppo di sopravvissuti trova rifugio nelle cantine del condominio in cui abitavano. Dopo aver sigillato la porta d'ingresso, il gruppo dovrà solamente attendere i soccorsi e che i livelli di radioattività calino, ma i sopravvissuti non hanno fatto i conti con un pericolo ben maggiore, la paranoia.
Inizialmente il gruppo sembra stia per essere salvato da dei militari, che si presentano sfondando la porta e analizzando i superstiti prima di portare via la bambina di Marylin. Appena il gruppo tenta di impedirglielo i militari in tute anti radiazioni aprono il fuoco ferendo il fratello di Josh: Adrien. Bobby e Mickey uccidono tre dei militari e il resto del gruppo batte in ritirata. Josh prende una delle tute e decide di andare a riprendere la bambina di Marylin. Una volta uscito scopre che l'intera area è stata allestita come un laboratorio dove, prima di essere scoperto, riesce a vedere dei bambini, tra cui la figlia di Marylin, in misteriose capsule dove li tengono in coma indotto. Josh riesce a scappare ma appena rientrato nella cantina i militari sigillano l'ingresso e se ne vanno.
Tempo dopo il gruppo comincia a patire la fame, motivo di contrasto tra i membri del gruppo e il precedente proprietario della cantina, Mickey, che si era preparato a una situazione simile e che in effetti si scopre nasconde realmente del cibo al resto del gruppo. Mickey uccide Delvine per far sì che gli altri non scoprano delle provviste, ma Eva testimonia il contrario e così Josh e Bobby torturano Mickey per ottenere la combinazione della cassaforte da dove poi recuperano il cibo.
Eva inizia lentamente a smettere di nascondere il fatto di non amare più il suo ragazzo Sam, che si accorge di ciò notando la particolare attenzione che Eva rivolge alle cure di Adrien, ancora ferito. Mickey viene tenuto legato e rinchiuso, Marylin impazzisce per la scomparsa della figlia e inizia a sfogare il suo stress avendo rapporti intimi con Bobby e dopo anche con Josh. Lentamente il gruppo inizia a subire lo stress più di prima, dato il concatenarsi di eventi che sono seguiti all'esplosione nucleare.
Josh e Bobby iniziano ad atteggiarsi da capobranco stuprando Marylin, tenendola legata e obbligando Sam a fare a pezzi i cadaveri per buttarli nella fossa chimica, cosa che invece poi fa Eva riconoscendo che il suo ragazzo non ne avrebbe il coraggio. Il rapporto tra i due si complica sempre più, come l'intera situazione che inizia a degenerare man mano che i giorni trascorrono, particolarmente per colpa di Josh e Bobby che iniziano a impazzire e a perdere la loro umanità, prima mentalmente e poi fisicamente rasandosi i capelli e diventando sempre più mostruosi per il degrado dei loro corpi causato dalle radiazioni.
Marylin tenta di fuggire da Josh che però la recupera minacciando gli altri di non reagire. Eva decide di parlare con Mickey per non farlo morire di fame e le rivela che c'è una possibile via d'uscita attraverso la fossa settica. Lei non gli crede visto che li avrebbe lasciati morire di fame e dato che aveva ucciso Delvine. Per ottenere la sua fiducia Mickey dice a Eva che c'è una pistola nascosta in una stanza; lei chiede quindi al suo ragazzo Sam e ad Adrien di recuperare la pistola mentre lei distrae Josh. Adrien si propone per prendere l'arma ma Sam, per non apparire debole come sempre agli occhi di Eva, decide di prendere il suo posto.
Eva distrae Josh fingendo di voler avere un rapporto con lui mentre Sam trova la pistola. Prima di tornare indietro però Bobby scopre Sam che quindi scappa. Josh ferisce Eva scoprendo l'inganno e raggiunge Sam che rimane immobile terrorizzato non riuscendo a sparare né a Bobby né a Josh. All'arrivo di Adrien, Eva dice a Sam di dare a lui la pistola, visto che Sam non ha il coraggio di sparare.
Sotto pressione Sam spara ad Adrien poiché geloso dei sentimenti che la sua ragazza provava nei suoi confronti. Josh si accanisce su Sam per vendicare il fratello, Eva ne approfitta per raccogliere un oggetto tagliente con il quale uccide Bobby che aveva raccolto la pistola ed era pronto a eliminare Josh (forse per paura del mostro che era diventato e che potesse fargli male quando sarebbero rimasti soli loro due). Josh rincorre Eva dopo aver visto morire Adrien, la ragazza libera Mickey che quindi spara a Josh.
Ferito mortalmente, Josh prende una lanterna con la quale si dà fuoco incendiando l'ambiente. Sam e Mickey tentano di spegnere l'incendio mentre Eva li osserva e fa ciò che deve fare per sopravvivere: li abbandona. Li chiude fuori e prende una tuta anti radiazioni che avevano, tutte le provviste e si butta nella fossa settica come Mickey le aveva detto. Sam e Mickey muoiono bruciati e in lacrime rimpiangendo le loro scelte e di aver perso la loro umanità. Eva riesce a uscire all'esterno dove però non trova la salvezza, bensì un mondo vuoto e morto. Capisce allora che dall'inferno non può scappare, perciò continua a piedi nella devastazione nucleare.

## Produzione
Il film è stato girato interamente a Winnipeg presso il Millennium Centre e il Manitoba Production Centre.

## Distribuzione
Il film è stato presentato in anteprima al festival cinematografico South by Southwest di Austin nel 2011. Dopo la presentazione in altri festival cinematografici, il film è stato distribuito nelle sale statunitensi il 13 gennaio 2012. In Italia viene direttamente trasmesso per la prima volta in televisione il 24 aprile 2015 in seconda serata su Rai 4, dove è riproposto allo stesso orario il 24 Aprile 2017.

## Riconoscimenti
- Sitges - Festival internazionale del cinema della Catalogna 2011
  - Miglior trucco a Steven Kostanski